# Edvin Laine
Edvin Laine (ur. 13 lipca 1905 w Iisalmi, zm. 18 listopada 1989 w Helsinkach) – fiński reżyser, scenarzysta i aktor filmowy.
Zasłynął jako twórca dramatu wojennego Nieznany żołnierz (1955), adaptacji powieści Väinö Linny. W chwili premiery był to zarówno najdroższy (46 mln marek), jak i najdłuższy film (181 minut) w historii kinematografii fińskiej. Film odniósł olbrzymi sukces w fińskich kinach, gdyż obejrzało go ok. 2,8 mln widzów, co stanowi ponad połowę liczby mieszkańców Finlandii. Obraz zdobył też pięć nagród Jussi, w tym za najlepszą reżyserię. W 2007 roku, w ankiecie przeprowadzonej przez dziennik "Helsingin Sanomat", Nieznany żołnierz uznany został za najlepszy film w historii fińskiego kina. Powieść Linny doczekała się po latach jeszcze dwóch ekranizacji, ale żadna z nich nie dorównała kanonicznej wersji Lainego.
Reżyser spoczywa na cmentarzu Hietaniemi w Helsinkach.